# Borough of Pendle
Borough of Pendle är ett distrikt (motsvarande kommun) i grevskapet Lancashire i England, Storbritannien. Distriktet har 96 110 invånare (2022). Större orter är Barnoldswick, Brierfield, Colne och  Nelson. Distriktet är indelat i 18 civil parishes.